# Joseph Yopyyopy
Joseph Yopyyopy  est un homme politique papou-néo-guinéen.

## Biographie
Titulaire en 1997 d'une licence de Commerce et Gestion de l'université Lincoln (en) à Lincoln en Nouvelle-Zélande, il travaille dans l'administration publique du secteur de l'éducation du District de la Capitale nationale de 1999 à 2017. Il est également, à partir de 2008, propriétaire de deux entreprises immobilières.
Candidat pour le Parti social-démocrate, il est élu député de la circonscription de Wosera-Gawi aux élections législatives de 2012. Ministre fantôme de la Santé, des Sports, des Cultes, de la Jeunesse et du Développement local dans le Cabinet fantôme que mène Patrick Pruaitch, il est réélu député aux élections de 2017 mais comme membre du Parti de l'alliance mélanésienne. Il est nommé ministre de l'Éducation dans le premier gouvernement de James Marape de juin 2019 à novembre 2020. Il lance en 2020 une politique de subside publique aux frais de scolarité, qui toutefois n'est pas pleinement mise en œuvre. En novembre 2020 il est l'un des douze ministres à quitter le gouvernement et rejoindre les bancs de l'opposition parlementaire.
Il conserve son siège de député aux élections de 2022.